# Obersontheim

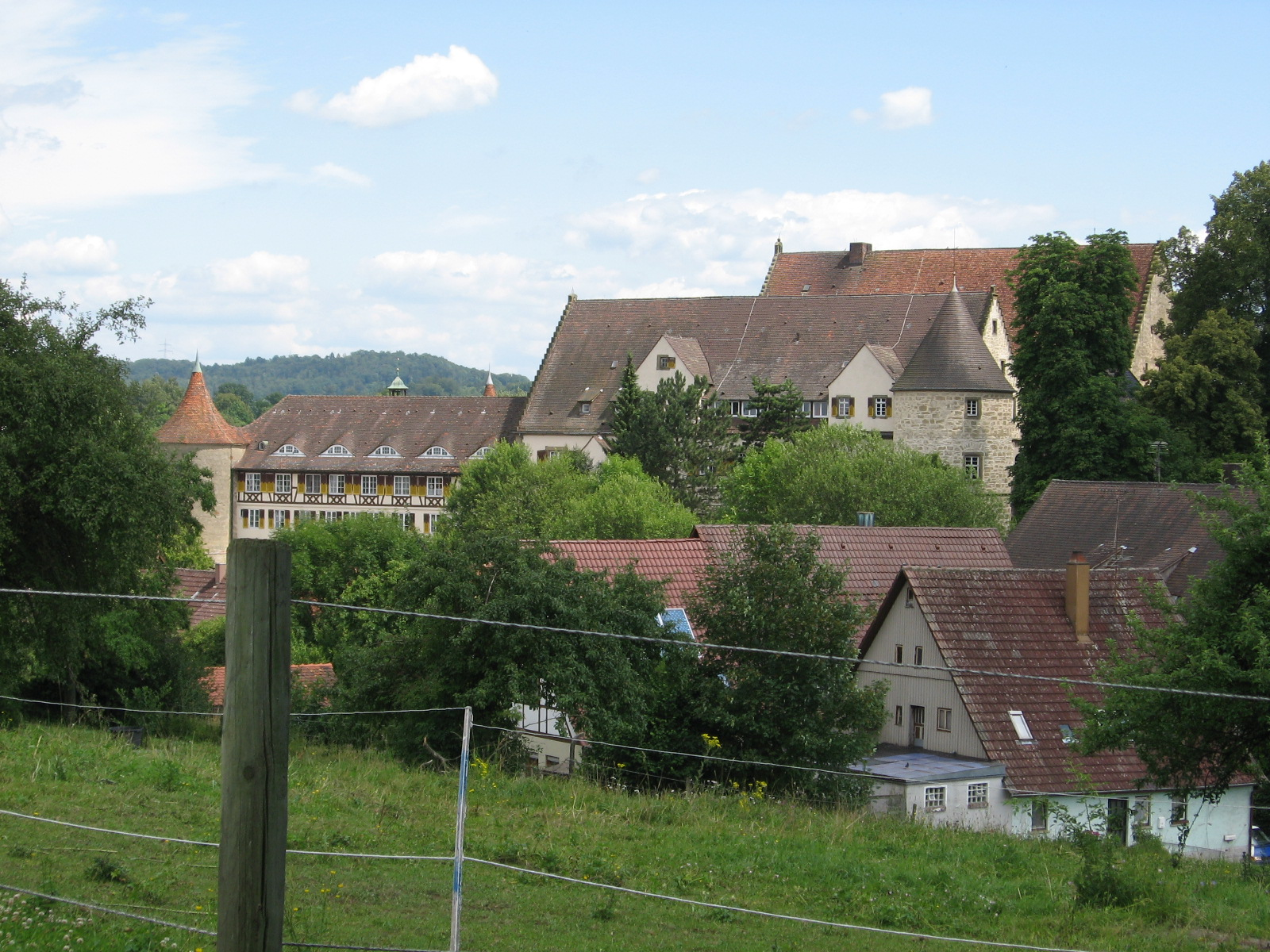
Das Schenkenschloss in Obersontheim von Nordwesten

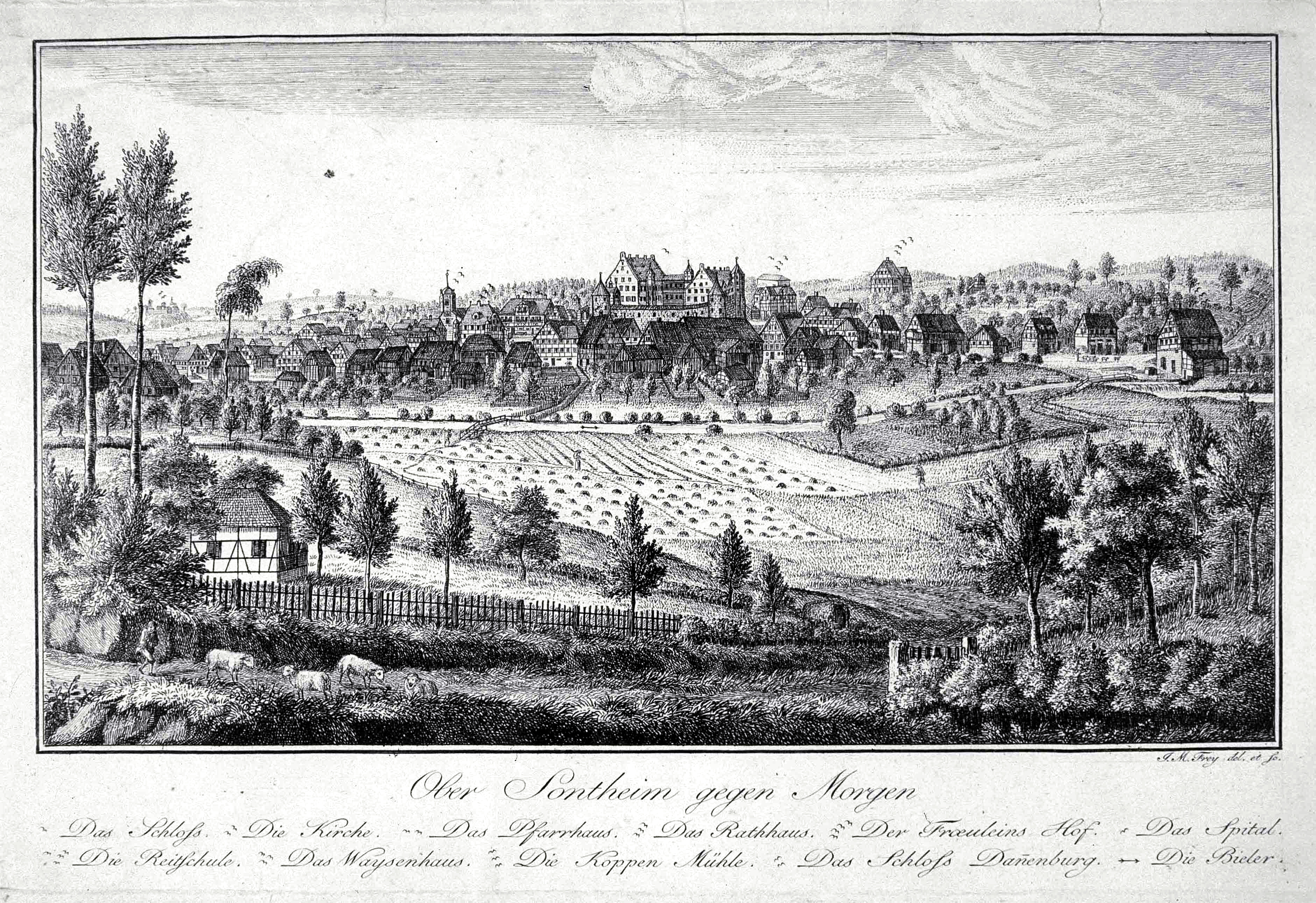
Obersontheim etwa aus dem Nordosten, Stich aus dem 18. Jahrhundert

Obersontheim ist eine Gemeinde im Landkreis Schwäbisch Hall im fränkisch geprägten Nordosten Baden-Württembergs.
Die Gemeinde ist der Sitz des Gemeindeverwaltungsverbands Oberes Bühlertal, dem außerdem die Gemeinden Bühlertann und Bühlerzell angehören.

## Geographie

### Geographische Lage
Obersontheim liegt zwischen der 15 km entfernten Kreisstadt Schwäbisch Hall und dem 24 km entfernten Ellwangen im benachbarten Ostalbkreis. Die Gemeinde liegt im Tal der Bühler, die dem Kocher zufließt. Ein weiteres nahes Mittelzentrum ist Crailsheim (17 km).
Obersontheim hat Anteil an den Naturräumen Schwäbisch-Fränkische Waldberge und Hohenloher-Haller Ebene.

### Landschaften, Berge, Flüsse
Das Gemeindegebiet von Obersontheim erstreckt sich von den Ellwanger Bergen im Osten bis zu den Limpurger Bergen im Westen. Die Limpurger Berge werden durch das breite Tal der Fischach geteilt, es ist nur durch einen schmalen, bewaldeten Höhenrücken der Limpurger Berge vom Bühlertal getrennt. Der Hauptort Obersontheim sowie Untersontheim liegen an der Bühler, Oberfischach und Mittelfischach dagegen an der Fischach, die südlich des Gemeindegebietes in die Bühler mündet.
Bühler- und Fischachtal gehören zu den recht naturbelassenen Tälern im Norden Baden-Württembergs. Wegen des einst schwierigen Talzugangs und der bisher verhältnismäßig geringen Eingriffe durch den Menschen ist eine ursprüngliche Natur mit hoher Artenvielfalt erhalten geblieben. Selten gewordene Fisch- und Vogelarten finden in und an der Bühler immer noch geeignete Lebensräume.

### Geologie
Die Gemeinde liegt im Keuperbergland im Bereich der Stufenrandbucht der Bühler. Westlich erstreckt sich ihr Gebiet etwa bis zur Wasserscheide gegen den Kocher auf der Kiesel- und Stubensandsteinhochfläche der Limpurger Berge (Kohlenstraße), während sie an ihrer Ostseite gerade eben noch an eine tektonisch ähnlich hohe Lage am Rande des Einzugsgebiets der Speltach grenzt (Hahnenbergwald). Die flacheren Erhebungen zwischen Bühler- und Fischachtal erreichen auf Gemeindegebiet vereinzelt den Schilfsandstein. In den Tallagen und auf den Verebnungsflächen des Fischachtals ebenso wie auf der Hochfläche um die Taleinkerbung des Bühlertals steht Gipskeuper an, vereinzelt sind morphologisch Gipslinsen erkennbar. Östlich des Hauptorts Obersontheim befindet sich am inzwischen größtenteils abgetragenen Heerberg ein fast erschöpfter Abbau im Grundgips, der einst ein recht vollständiges Profil des Oberen Gipskeupers aufschloss. Näher am Bühlertal streicht Lettenkeuper aus. Unten im Bühlertal wird sogar der Obere Muschelkalk erreicht, wie in aufgelassenen Steinbrüchen und einem großen noch betriebenen bei Ummenhofen ersichtlich. Etwa der Linie Oberfischach–Hausen–Untersontheim–Häffnersteige folgend, quert die Neckar-Jagst-Furche das Gemeindegebiet, teils morphologisch als Senke (Bobach, Riedbach) ausgebildet, teils mit Reliefumkehr (Speckrain östlich von Untersontheim).

### Nachbargemeinden
Folgende Städte und Gemeinden grenzen an die Gemeinde Obersontheim (vom Norden aus im Uhrzeigersinn): Schwäbisch Hall, Vellberg, Frankenhardt, Bühlertann, Bühlerzell, Sulzbach-Laufen, Gaildorf und Michelbach an der Bilz.

### Gemeindegliederung
Zur Gemeinde Obersontheim gehören 21 Dörfer, Weiler, Höfe und Häuser sowie einige Wüstungen.
- Zur ehemaligen Gemeinde Mittelfischach gehören das Dorf Mittelfischach, die Weiler Engelhofen, Unterfischach und Weiler und das Gehöft Rothof sowie die abgegangenen Ortschaften Beringers und Sanweles.
- Zur ehemaligen Gemeinde Oberfischach gehören das Dorf Oberfischach, die Weiler Benzenhof, Herlebach und Rappoltshofen, die Höfe Beutenmühle und Rappoltsau und die Häuser Lotthaus und Mühlhof sowie die abgegangenen Ortschaften Hundshof (oder Muselmoor), Vogelhof und Röschbühl (oder Fallhaus).
- Zur ehemaligen Gemeinde Untersontheim gehören das Dorf Untersontheim, die Weiler Hausen, Siehdichfür und Ummenhofen und die Wohnplätze Beilsteinmühle, Mettelmühle und Röschbühl (Fallhaus) sowie die abgegangenen Ortschaften Burg und Beihelstein.
- Zur Gemeinde Obersontheim im Gebietsstand vom 30. Juni 1971 gehörte das Dorf Obersontheim sowie die abgegangenen Ortschaften Bräunlinshausen und Mettelhofen.[5]

### Flächenaufteilung
Nach Daten des Statistischen Landesamtes, Stand 2014.

## Geschichte

### Frühe Geschichte
Obersontheim hat eine interessante Vergangenheit als ehemalige Residenz der Schenken von Limpurg. Sie haben von 1541 bis 1713 die Geschicke des Ortes gelenkt und während dieser Zeit wesentliche Teile des historischen Ortskerns erbaut. Schloss, Rathaus und Kirche sind noch heute sichtbare Zeichen ihres Wirkens.
Für den Ort wurde von ihnen damals auch das Marktrecht und das Hochgericht erwirkt. Sie bewiesen ein für ihre Zeit ausgeprägtes und fortschrittliches Sozialverständnis, indem sie ein Waisenhaus und ein Spital errichteten.

### Jüngere Geschichte
Während der Zeit der Mediatisierung fiel Obersontheim an das Königreich Württemberg und wurde 1806 dem Oberamt Gaildorf zugeordnet. Bei der Kreisreform während der NS-Zeit in Württemberg gelangte Obersontheim 1938 zum Landkreis Schwäbisch Hall. 1945 wurde Obersontheim Teil der Amerikanischen Besatzungszone und gehörte somit zum neu gegründeten Land Württemberg-Baden, das 1952 im jetzigen Bundesland Baden-Württemberg aufging.

### Eingemeindungen
Am 1. Juli 1971 wurde Untersontheim eingemeindet, am 1. August 1972 Mittelfischach und Oberfischach.

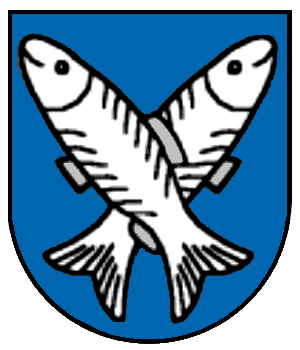
Mittelfischach
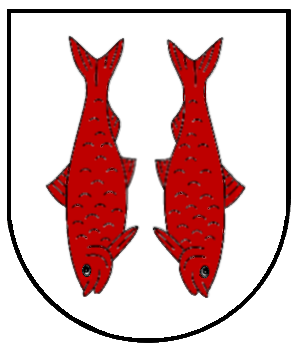
Oberfischach
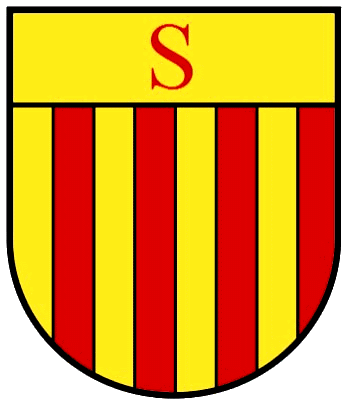
Untersontheim

## Demographie
Bevölkerungsentwicklung:
| Jahr | Einwohnerzahl |
| ---- | ------------- |
| 1990 | 3.955         |
| 2001 | 4.668         |
| 2011 | 4.691         |
| 2021 | 5.404         |

## Religionen
Im Hauptort wie den Teilorten Mittelfischach, Oberfischach und Untersontheim bestehen evangelische Kirchengemeinden, die zum Kirchenbezirk Gaildorf der Württembergischen Landeskirche gehören. Im Hauptort Obersontheim gibt es außerdem die katholische Gemeinde Peter und Paul, die mit der Kirchengemeinde St. Georg in Bühlertann verbunden ist und zur Seelsorgeeinheit Oberes Bühlertal des Dekanats Schwäbisch Hall gehört. Zudem gibt es eine neuapostolische Kirchengemeinde.

## Politik

### Gemeinderat
In Obersontheim wird der Gemeinderat nach dem Verfahren der unechten Teilortswahl gewählt. Dabei kann sich die Zahl der Gemeinderäte durch Überhangmandate verändern. 2024 besteht der Gemeinderat aus 18 Personen. Er besteht aus den gewählten ehrenamtlichen Gemeinderäten und dem Bürgermeister als Vorsitzendem. Der Bürgermeister ist im Gemeinderat stimmberechtigt.
Die Kommunalwahl am 9. Juni 2024 führte zu folgendem Endergebnis. Die Wahlbeteiligung betrug 62,08 Prozent.
| Liste                            | Stimmenanteil | Sitze |
| Wir für Obersontheim             | 56,67 %       | 10    |
| Aktive Vereinigung freier Wähler | 43,33 %       | 8     |

### Bürgermeister
Von 1998 bis 2021 war Siegfried Trittner der Bürgermeister. Er wurde zuletzt im Juli 2014 mit 98,06 % der Stimmen für eine dritte Amtszeit bestätigt und erklärte zum 30. April 2021 seinen Rücktritt. 
Nachdem die Bürgermeister-Neuwahl im März 2021 vom Landratsamt Schwäbisch Hall wegen Verletzung der Neutralitätspflicht der Gemeinde für ungültig erklärt worden war, musste im September 2021 erneut gewählt werden. Im zweiten Wahlgang am 26. September wurde Stephan Türke (parteilos) mit 40,55 % der gültigen Stimmen bei einer Wahlbeteiligung von 67,55 % gegen drei Mitbewerber zum neuen Bürgermeister gewählt. 

## Kultur und Sehenswürdigkeiten

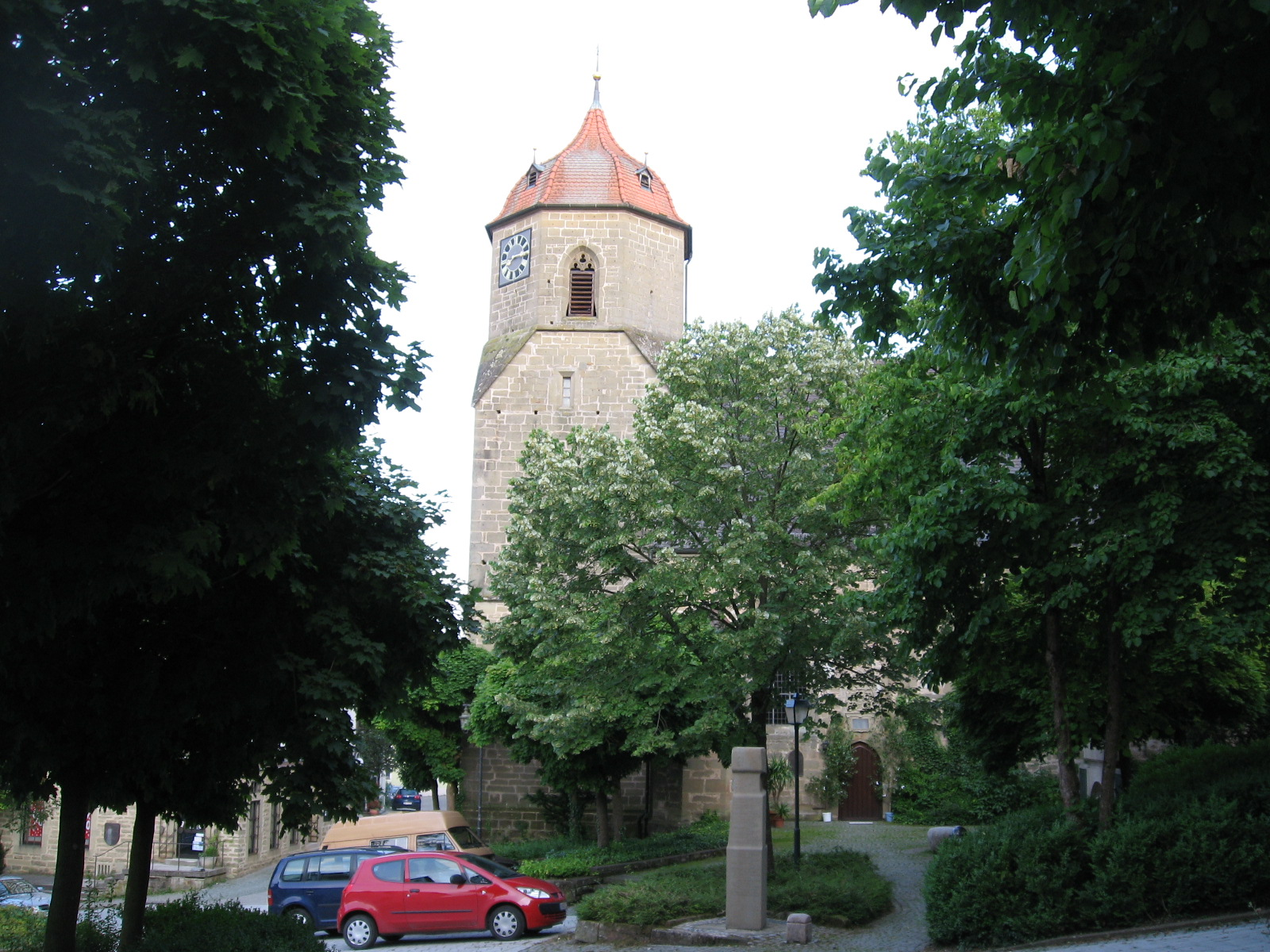
Evangelische Pfarrkirche aus dem 16. Jahrhundert, davor Schubartdenkmal

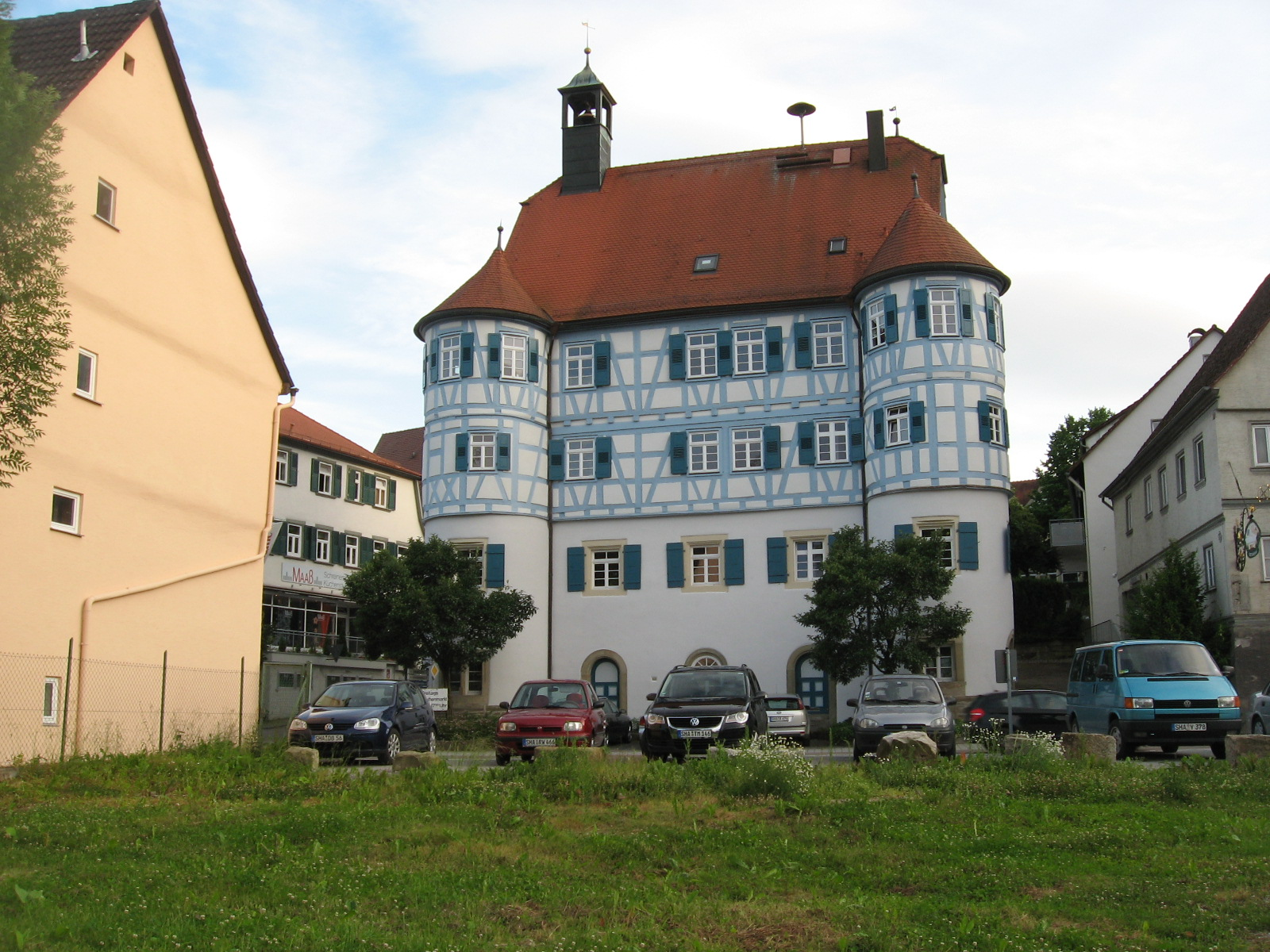
Das heutige Rathaus wurde als limpurgisches Kanzleigebäude errichtet. Nordostfassade mit den zwei Ecktürmen.

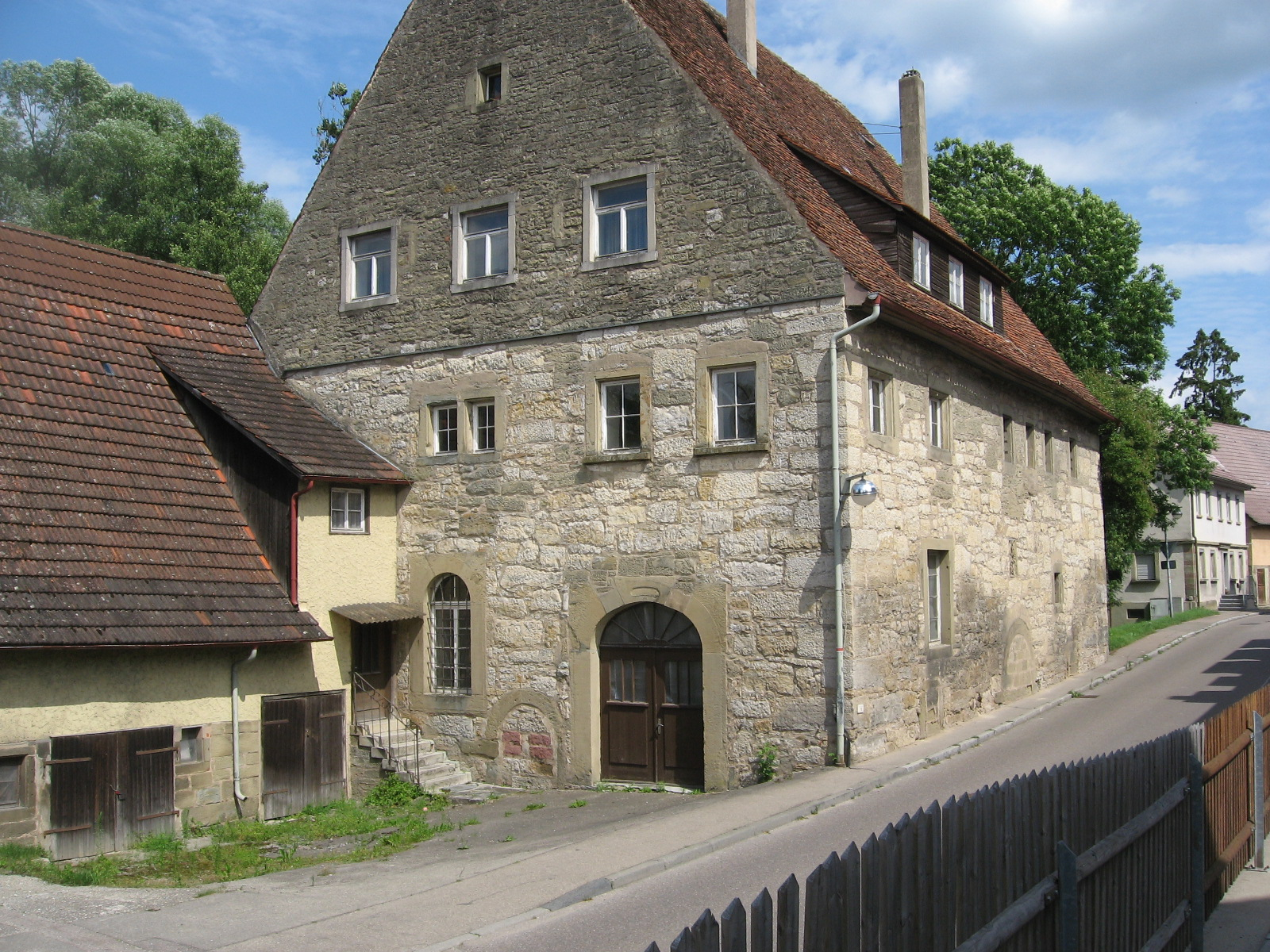
Herrenmühle

### Bauwerke
- Dreiflügliges Schloss Obersontheim der Schenken von Limpurg, erbaut 1541–1593 von den Schenken Erasmus und Friedrich
- Evangelische Pfarrkirche Obersontheim, erbaut 1585–1586 von Schenk Friedrich VII. von Limpurg-Sontheim
- Ehemaliges limpurgisches Kanzleigebäude mit zwei Ecktürmen, Fachwerkbau, heute Rathaus
- Herrenmühle
- Koppenmühle mit Wehr und Wasserrad
- Alte Dorfkirche Allerheiligen (um 1659 Sankt Franziskus) im Teilort Untersontheim mit Kirchhof und umschließendem Mauerring, auf einem Hügelsporn gelegen. Die kleine, einschiffige evangelische Pfarrkirche mit Turmchor wird zu den mittelalterlichen Wehrkirchen gezählt. Erwähnenswert ist das romanische Tympanon über dem Südportal mit Sonnenscheibe, Kreuz und Mondsichel. In Untersontheim lässt sich seit 1618 eine Schule nachweisen. Hans Michel Ungar, 1686
- Kilianskirche im Teilort Oberfischach mit romanischen Bauteilen im Kirchturm
- Die evangelische Kirche in Mittelfischach hat 1960 ein baufälliges Vorgängerbauwerk aus dem 14. Jahrhundert ersetzt.
- Alter Friedhof (Obersontheim)

### Sport
Zwischen Obersontheim und Bühlertann liegt die Bühlertalschwimmhalle.
Auf zwei Tennisanlagen können Tennisplätze gemietet werden.

### Regelmäßige Veranstaltungen
Jeden Freitag ab 14:00 Uhr ist in Obersontheim Wochenmarkt.

## Wirtschaft und Infrastruktur

### Verkehr
Zwei Landesstraßen kreuzen sich in Obersontheim. Von Nordost nach Südwest führt die Landesstraße 1066 Crailsheim–Löwenstein übers Gemeindegebiet, von Nordwest nach Südost die L 1060 Schwäbisch Hall–Ellwangen. Über beide sind die Autobahnen A 6 Heilbronn–Nürnberg und A 7 Ulm–Würzburg zu erreichen.
Das Ultraleichtfluggelände Mittelfischach liegt etwa 3 km südwestlich der Ortsmitte von Obersontheim zwischen dem Dorf Mittelfischach und der Aussiedlerhofgruppe Breitenbach in der rechten Aue der Fischach.

### Ansässige Unternehmen
- Alfred Kärcher GmbH & Co. KG

### Bildung
Die Obersontheimer Schenk-Friedrich-Schule ist eine Grund- und Hauptschule mit Werkrealschule. Eine Realschule befindet sich im benachbarten Bühlertann. Gymnasien, weitere Realschulen sowie Berufsschulen sind in den nahe gelegenen Städten Schwäbisch Hall, Crailsheim, Ellwangen und Gaildorf gelegen.

## Persönlichkeiten

### Söhne und Töchter der Gemeinde
- Johann Samuel Welter (1650–1720), Komponist
- Sophia Friderica von Hessen-Homburg (1714–1777), Fürstin von Hohenlohe-Barteinstein
- Christian Friedrich Daniel Schubart (1739–1791), Dichter, Komponist und Journalist
- Max Hamann (1864–1938), württembergischer Oberamtmann
- Karl Kienle (1894–1976), Politiker (SPD)
- Otto Pflugfelder (1904–1994), Biologe, ehemaliger Rektor der Landwirtschaftlichen Hochschule Hohenheim
- Karl Ludwig Gerok (1906–1975), Organist, Komponist und Autor
- Klaus Gärtner (1945–2022), Politologe und Politiker (FDP)
- Eleonora Kohler-Gehrig (* 1955), Hochschullehrerin und Autorin